# Мордвиновка (Челябінська область)
Мордвиновка (рос. Мордвиновка) — село у Увельському районі Челябінської області Російської Федерації.
Входить до складу муніципального утворення Мордвиновське сільське поселення. Населення становить 524 особи (2017).

## Історія
Від 1924 року належить до Увельського району Челябінської області.
Згідно із законом від 17 вересня 2004 року органом місцевого самоврядування є Мордвиновське сільське поселення.

## Населення
| 1873 | 1889  | 1900  | 1926  | 1959 | 1970 | 1983 |
| ---- | ----- | ----- | ----- | ---- | ---- | ---- |
| 1705 | ↘1383 | ↗2942 | ↘1384 | ↘801 | ↘762 | ↘659 |
| 1995 | 2002  | 2010  | 2011  | 2012 | 2013 | 2014 |
| ↗716 | ↘634  | ↘549  | ↗550  | ↘534 | ↗537 | ↗549 |
| 2015 | 2016  | 2017  |       |      |      |      |
| ↘527 | ↗528  | ↘524  |       |      |      |      |